# ديوريت كوارتزي

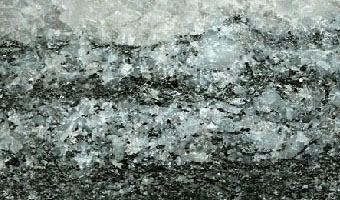
الكوارتز ديوريت من Dúbrava، جبال Nízke Tatry، سلوفاكيا

الديوريت الكوارتزي هو من الصخور النارية والجوفية (المتداخلة)، فلزية التكوين وفانيريتية النسيج. الفلسبار الموجود هو بلاجيوكليز (عادة الأوليغوكلاس أو الأنديسين) مع 10 ٪ أو أقل من الفلسبار البوتاسي. الكوارتز موجود في الصخور بنسبة تتراوح بين 5 و 20 ٪. المعادن الملحقة والقاتمة والشائعة في الصخور هي البيوتايت، والأمفيبولات والبيروكسينات.